# AVG 안티바이러스
AVG 안티바이러스(AVG AntiVirus)는 Grisoft 사에서 개발한 안티바이러스 프로그램이다. 무료 버전이 제공된다. 무료 버전은 방화벽, 메신저 보호 등의 기능이 제한된다.

## 논란
AVG 2015 일부 버전(2015년 12월)의 온라인 실드(Online Shield) 기능이 트래픽을 변경시켜 일부 서비스 장애를 일으킨다고 보고되고 있다.

## 같이 보기
- 바이러스 검사 소프트웨어 목록